# Sándor Pósta
Dans le nom hongrois Pósta Sándor, le nom de famille précède le prénom, mais cet article utilise l’ordre habituel en français Sándor Pósta, où le prénom précède le nom.
Sándor Posta (1888 - 1952) est un escrimeur hongrois champion olympique individuel au sabre en 1924.
Il ne participa pas longtemps aux compétitions. Aux jeux olympiques de 1924, face à de nombreux et redoutables concurrents, il ramena à son pays le titre de champion olympique individuel au sabre. En finale, 3 hommes se trouvaient ex aequo: le Français Roger Ducret, le hongrois Garai et lui ; et il ne l'emporta qu'à l'issue d'une dure bataille. Simultanément, il tint vaillamment sa place dans la compétition par équipes, où celle d'Italie ne l'emporta qu'au nombre de touches. Il déploya une précieuse activité dans le domaine de la littérature technique sportive.

## Palmarès
- Jeux olympiques
  -  Médaille d'or au sabre individuel aux Jeux olympiques d'été de 1924
  -  Médaille d'argent au sabre par équipe aux Jeux olympiques d'été de 1924
  -  Médaille de bronze au fleuret par équipe aux Jeux olympiques d'été de 1924

## Sources
Source:Livre d'or des champions olympiques hongrois(Dr Ferenc Mezö)